# Arcidiocesi di Pondicherry e Cuddalore

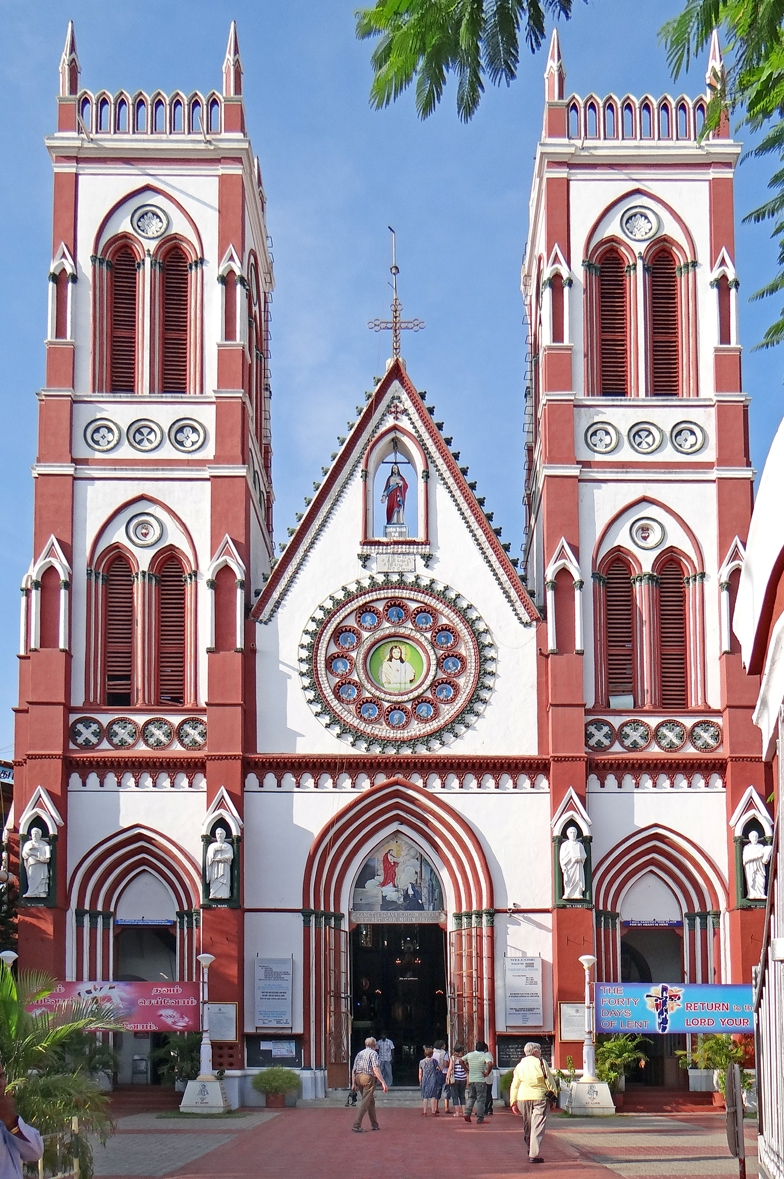
La basilica minore del Sacro Cuore di Gesù a Pondicherry.

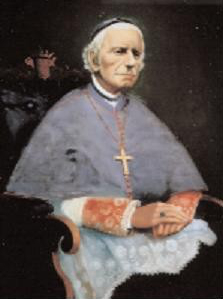
Clément Bonnand, vicario apostolico della Costa del Coromandel dal 1836 al 1861.

L'arcidiocesi di Pondicherry e Cuddalore (in latino: Archidioecesis Pondicheriensis et Cuddalorensis) è una sede metropolitana della Chiesa cattolica in India. Nel 2021 contava 400.361 battezzati su 8.170.086 abitanti. È retta dall'arcivescovo Francis Kalist.

## Territorio
L'arcidiocesi comprende i seguenti territori dell'India: i distretti di Pondicherry e Karaikal nel territorio di Pondicherry; i distretti di Cuddalore (eccetto i taluks di Chidambaram e Kattumannarkoil) e Viluppuram nello stato del Tamil Nadu.
Sede arcivescovile è la città di Pondicherry, dove si trova la cattedrale dell'Immacolata Concezione. Nella stessa città sorge anche la basilica minore del Sacro Cuore di Gesù.
Il territorio si estende su 15.250 km² ed è suddiviso in 105 parrocchie, raggruppate in 10 vicariati: Pondicherry, Karaikal, Cuddalore, Neyveli, Viluppuram, Tindivanam, Gingee, Tirukkoyilur, Kallakkurichi e Viriyur.

### Provincia ecclesiastica
La provincia ecclesiastica di Pondicherry e Cuddalore, istituita nel 1886, comprende le seguenti suffraganee:
- diocesi di Dharmapuri,
- diocesi di Kumbakonam,
- diocesi di Salem,
- diocesi di Tanjore.

## Storia
La missione di Pondicherry, chiamata "missione di Malabar", fu eretta nel 1776, su una porzione del territorio della missione sui iuris di Madura (oggi diocesi di Tiruchirapalli), che era stata abbandonata dai gesuiti nel 1773 in seguito alla soppressione del loro ordine. Nello stesso anno fu eretta la prefettura apostolica dei territori francesi in India, che aveva giurisdizione sui cattolici francesi e assimilati che risiedevano nello stesso territorio della missione sui iuris: a quest'ultima invece spettava la giurisdizione sui cattolici autoctoni.
L'8 luglio 1836, in forza del breve Apostolici muneris di papa Gregorio XVI, la missione fu eretta in vicariato apostolico con il nome di vicariato apostolico della Costa del Coromandel. Il 23 dicembre dello stesso anno, cedette una porzione di territorio a vantaggio dell'erezione del vicariato apostolico di Madura, contestualmente affidato in amministrazione ai vicari della Costa del Coromandel, fino al 1846.
Nel 1843 furono rivisti e definiti i confini tra il vicariato della Costa del Coromandel e i contigui vicariati apostolici di Madras e di Madura.
Data l'estensione del territorio, il 16 marzo 1845 il vicariato apostolico fu suddiviso in tre missioni separate, affidate ciascuna ad un vescovo: quella di Pondichéry affidata a Clément Bonnand, vicario apostolico; quella di Mysore (Maissour) a Étienne-Louis Charbonnaux, che aveva il titolo di vescovo coadiutore e amministratore di Mysore; quella di Coimbatore a Melchior de Marion Brésillac, con il titolo di pro-vicario e amministratore di Coimbatore.
Questa situazione durò fino al 3 aprile 1850, quando, in forza del breve Pastorale ministerium di papa Pio IX, il vicariato della Costa del Coromandel fu diviso in tre vicariati apostolici distinti pleno iure: il vicariato di Pondichéry, nuovo nome assunto dal vicariato della Costa del Coromandel; il vicariato apostolico di Mysore e il vicariato apostolico di Coimbatore.
Il 1º settembre 1886 il vicariato apostolico di Pondichéry fu elevato al rango di arcidiocesi metropolitana con la bolla Humanae salutis di papa Leone XIII. Nel contempo la prefettura apostolica dei territori francesi in India fu soppressa. Il 7 giugno dell'anno successivo, con il breve Post initam, fu istituita la provincia ecclesiastica di Pondicherry, che comprendeva come suffraganee le diocesi di Mangalore, Mysore, Coimbatore e Tiruchirapalli (ex Madura).
Il 1º settembre 1889 e il 26 maggio 1930 cedette porzioni del suo territorio a vantaggio dell'erezione rispettivamente delle diocesi di Kumbakonam e di Salem.
L'8 febbraio 1951 l'ex possedimento francese di Chandernagor, che dipendeva dal punto di vista ecclesiastico dagli arcivescovi di Pondicherry, fu ceduto all'arcidiocesi di Calcutta.
Il 7 agosto 1953 ha assunto il nome attuale.
Il 1º settembre 1969 cedette alcune porzioni di territorio a vantaggio dell'arcidiocesi di Madras e Mylapore e della diocesi di Vellore.

## Cronotassi dei vescovi
Si omettono i periodi di sede vacante non superiori ai 2 anni o non storicamente accertati.
- Pierre Brigot, M.E.P. † (30 settembre 1776 - 8 novembre 1791 deceduto)
- Nicolas Champenois, M.E.P. † (8 novembre 1791 succeduto - 30 ottobre 1811 deceduto)
- Louis-Charles-Auguste Hébert, M.E.P. † (30 ottobre 1811 succeduto - 3 ottobre 1836 deceduto)
- Clément Bonnand, M.E.P. † (3 ottobre 1836 succeduto - 21 marzo 1861 deceduto)
- Joseph-Isidore Godelle, M.E.P. † (21 marzo 1861 succeduto - 15 luglio 1867 deceduto)
- François-Jean-Marie Laouënan, M.E.P. † (5 giugno 1868 - 29 settembre 1892 deceduto)
- Joseph-Adolphe Gandy, M.E.P. † (29 settembre 1892 succeduto - 25 marzo 1909 deceduto)
- Elie-Jean-Joseph Morel, M.E.P. † (11 maggio 1909 - 16 agosto 1929 dimesso[13])
- Auguste-Siméon Colas, M.E.P. † (24 giugno 1930 - 28 ottobre 1955 dimesso[14])
- Ambrose Rayappan † (28 novembre 1955 succeduto - 17 marzo 1973 dimesso)
- Venmani S. Selvanather † (17 marzo 1973 - 18 febbraio 1992 ritirato)
- Savarinathan Michael Augustine † (18 febbraio 1992 - 10 giugno 2004 dimesso)
- Antony Anandarayar † (10 giugno 2004 - 27 gennaio 2021 ritirato)[15]
- Francis Kalist, dal 19 marzo 2022

## Statistiche
L'arcidiocesi nel 2021 su una popolazione di 8.170.086 persone contava 400.361 battezzati, corrispondenti al 4,9% del totale.
| anno | popolazione | popolazione | popolazione | presbiteri | presbiteri | presbiteri | presbiteri                | diaconi | religiosi | religiosi | parrocchie |
| anno | battezzati  | totale      | %           | numero     | secolari   | regolari   | battezzati per presbitero | diaconi | uomini    | donne     | parrocchie |
| ---- | ----------- | ----------- | ----------- | ---------- | ---------- | ---------- | ------------------------- | ------- | --------- | --------- | ---------- |
| 1950 | 147.500     | 3.019.275   | 4,9         | 113        | 65         | 48         | 1.305                     |         | 12        | 450       | 50         |
| 1970 | 163.262     | 3.417.052   | 4,8         | 86         | 86         |            | 1.898                     |         | 46        | 594       | 50         |
| 1980 | 206.245     | 4.076.000   | 5,1         | 111        | 95         | 16         | 1.858                     |         | 27        | 787       | 59         |
| 1990 | 278.500     | 4.765.000   | 5,8         | 125        | 114        | 11         | 2.228                     |         | 24        | 825       | 66         |
| 1999 | 277.350     | 6.326.570   | 4,4         | 160        | 131        | 29         | 1.733                     |         | 42        | 925       | 81         |
| 2000 | 283.610     | 6.333.830   | 4,5         | 161        | 136        | 25         | 1.761                     |         | 43        | 930       | 85         |
| 2001 | 288.610     | 6.363.830   | 4,5         | 154        | 131        | 23         | 1.874                     |         | 39        | 799       | 87         |
| 2002 | 293.610     | 6.393.830   | 4,6         | 158        | 135        | 23         | 1.858                     |         | 41        | 841       | 87         |
| 2003 | 299.667     | 6.413.945   | 4,7         | 163        | 137        | 26         | 1.838                     |         | 46        | 910       | 87         |
| 2004 | 305.306     | 6.522.756   | 4,7         | 169        | 139        | 30         | 1.806                     |         | 49        | 912       | 89         |
| 2013 | 386.967     | 7.272.356   | 5,3         | 238        | 189        | 49         | 1.625                     |         | 88        | 996       | 101        |
| 2016 | 393.590     | 7.404.977   | 5,3         | 242        | 193        | 49         | 1.626                     |         | 83        | 985       | 102        |
| 2019 | 398.259     | 7.573.816   | 5,3         | 244        | 187        | 57         | 1.632                     |         | 91        | 1.046     | 105        |
| 2021 | 400.361     | 8.170.086   | 4,9         | 234        | 183        | 51         | 1.710                     |         | 64        | 1.046     | 105        |